# Ophiopteris papillosa
Ophiopteris papillosa är en ormstjärneart som först beskrevs av George Richard Lyman 1875.  Ophiopteris papillosa ingår i släktet Ophiopteris och familjen Ophiocomidae. Inga underarter finns listade i Catalogue of Life.